# De schat van Edelstein
De schat van Edelstein is het 33ste stripverhaal van Samson en Gert. De reeks werd getekend door striptekenaarsduo Wim Swerts & Jean-Pol. Danny Verbiest, Gert Verhulst en Hans Bourlon namen de scenario's voor hun rekening. De strips werden uitgegeven door Studio 100. Het stripalbum verscheen in 2005.

## Personages
In dit verhaal spelen de volgende personages mee:
- Samson
- Gert

## Verhaal
Het album bevat het volgende verhaal:
De schat van Edelstein
Baron Edelstein laat zijn kluis met al zijn bezittingen na aan zijn neef op één voorwaarde. Hij moet eerst bewijzen dat hij het waard is. Hij krijgt niets tenzij hij zijn moed en eerlijkheid kan bewijzen. Daarom wordt er een wedstrijd georganiseerd die gaat tussen neef Langevingers en Samson en Gert. Op vier plaatsen op de wereld zitten cijfers verstopt. Samen vormen die de code van de kluis. Wie als eerste de vier cijfers heeft én de kluis kan openen, krijgt het fortuin van de rijke baron. Wie zal de wedstrijd winnen? Neef Langevingers of Samson & Gert? De start van een spannend avontuur.

## Trivia
- Dit is de allerlaatste strip van Samson & Gert.
- Dit is de enige strip met maar één verhaal. De andere strips hadden telkens 2, 3 of 4 verhalen.